# Karen Aabye
Karen Lydia Aabye fue una escritora y periodista danesa. Fue conocida por sus novelas históricas protagonizadas por mujeres de carácter fuerte. Entre sus obras también se incluyen libros de viajes y una colección de ensayos.

## Biografía
Hija de Rodolfo Christian Aabye, comerciante mayorista de Nørrebro, creció en Copenhague y asistió a la escuela de Karen Kjær. Al finalizar sus exámenes escolares, trabajó como oficinista y luego se convirtió en una periodista con gran experiencia. En 1929, se trasladó a París, donde trabajó durante tres años para el semanario Skandinaver i Paris. A su regreso a Dinamarca, trabajó como secretaria editorial para Politikens Lytterblad. De 1936 a 1937, fue corresponsal en el extranjero del periódico Politiken, primero en Londres y luego en París. En 1937, se incorporó al diario Berlingske Tidende, el que trabajó durante el resto de su vida laboral. Sus reportajes, comentarios y ensayos demuestran su profundo interés por los acontecimientos del período anterior a la guerra.
Además de su carrera periodística, Aabye, que nunca se casó ni tuvo hijos, también siguió una carrera como novelista desde finales de la década de 1930 en adelante. Su primera novela, Der er langt til Paris (Hay un largo camino a París), fue publicada en 1939, aunque su gran éxito llegó durante la Segunda Guerra Mundial con una trilogía compuesta por Det skete ved Kisum Bakke (Sucedió en Kisum Bakke), de 1942, Fruen til Kejsergården (La dama del emperador) de 1943 y Vi, der elsker livet (Nosotras, las que amamos la vida), de 1944. Todas ellas narran la evolución de la vida de una mujer de carácter fuerte que vivió en el norte de Selandia en el siglo XIX. También fue popular su serie Martina (1950-1954), una novela de cinco volúmenes ambientada en la Jutlandia rural del siglo XIX que narra la vida de las personas que emigraron a Estados Unidos. La serie está formada por Martina (1950), Min søn Janus (Mi hijo Janus) 1951, Brænd dine skibe (Quema tus barcos) 1952, Det gyldne land (El país dorado) 1953 y Den røde dal (El valle rojo) 1954. Karen Aabye también tuvo éxito con sus biografías ficticias: Grevinden af Bagsværd (Condesa de Bagsværd) 1958 y Min bedstemor er jomfru (Mi abuela es virgen) 1965.
En todas sus novelas, sus personajes femeninos destacan por su razonamiento, sensibilidad y fuerza, mientras que sus historias se ambientan en distintos entornos, retratando a personas de diversos ámbitos: gente del circo, campesinos, emigrantes o la aristocracia. Todas sus historias tienen un desenlace feliz, aunque en algunos casos la conclusión resulta un tanto artificial.
También escribió libros de viajes basados en sus propias experiencias. Entre ellos se incluyen Dejligt, at Amerika ikke ligger langt herfra (Qué bueno que América no esté lejos de aquí) de 1949 e Irlanda - min tossed ø (Irlanda, mi isla revuelta) de 1963. Sus ensayos recopilados se publicaron como Fra mit skovhus (Desde mi casa del bosque) en 1968.

## La villa de Aabye
Su villa en Bagsværd, a la que ella llamó Kisum Bakke, fue diseñada por Elliot Hjuler y terminada en mayo de 1944. El 22 de diciembre, la casa fue dinamitada por el grupo terrorista Brøndumbande, simpatizante de los alemanes. Aabye, miembro de la sección Holger-Danske de la resistencia danesa, no se encontraba en casa en ese momento. Fue reconstruida en 1945 y ampliada en 1956. Aabye falleció en su villa el 15 de septiembre de 1982 a la edad de 77 años, siendo su cuerpo cremado y sus cenizas están enterradas en el jardín.

## Obras
- Llegó largo tiempo a París, 1939
- Un niño tenía hasta 1940, 1941
- Det skete ved Kisum Bakke, 1942
- Fruen til Kejsergården, 1943
- Vi, el otro vive, 1944
- Júpiter Glemmer Aldrig, 1945
- Nos quedamos en casa, 1946
- Vuelos a Suecia, 1947
- Niña, vaya al sol, 1947
- Branden Revista del Mundo, 1948
- Dejligt, en Amerika ikke ligger langt herfra, 1949
- Martina, 1950
- Vacaciones en el cielo, 1951
- Mi hijo Janus, 1951
- Marca de la nieve, 1952
- La tierra dorada, 1953
- Grønt está con las orejas, 1953
- El camino al pasado, 1954
- Skibet, 1954
- El primer ørkenbrand, 1955
- Romance italiano, 1955
- Cielo gule de Lille, 1957
- Grevinden af Bagsværd, 1958
- Vi kan dice, 1958
- Iwan, 1959
- Somos jóvenes, 1961
- Irlanda—min lanzado ø, 1963
- Min bedstemor er jomfru, 1965
- Pesten går i rødt, jomfru Dorthe, 1966
- Úrsula, 1967
- Fra mit skovhus, 1968
- Constanza, 1972
- Horizonte verde, 1973
- Red de Ornen, 1974
- Por Robert, 1979
- Dyr der krydsede min vej, 1980[6]